# 沃特山
30°42′9″S 27°28′5″E / 30.70250°S 27.46806°E

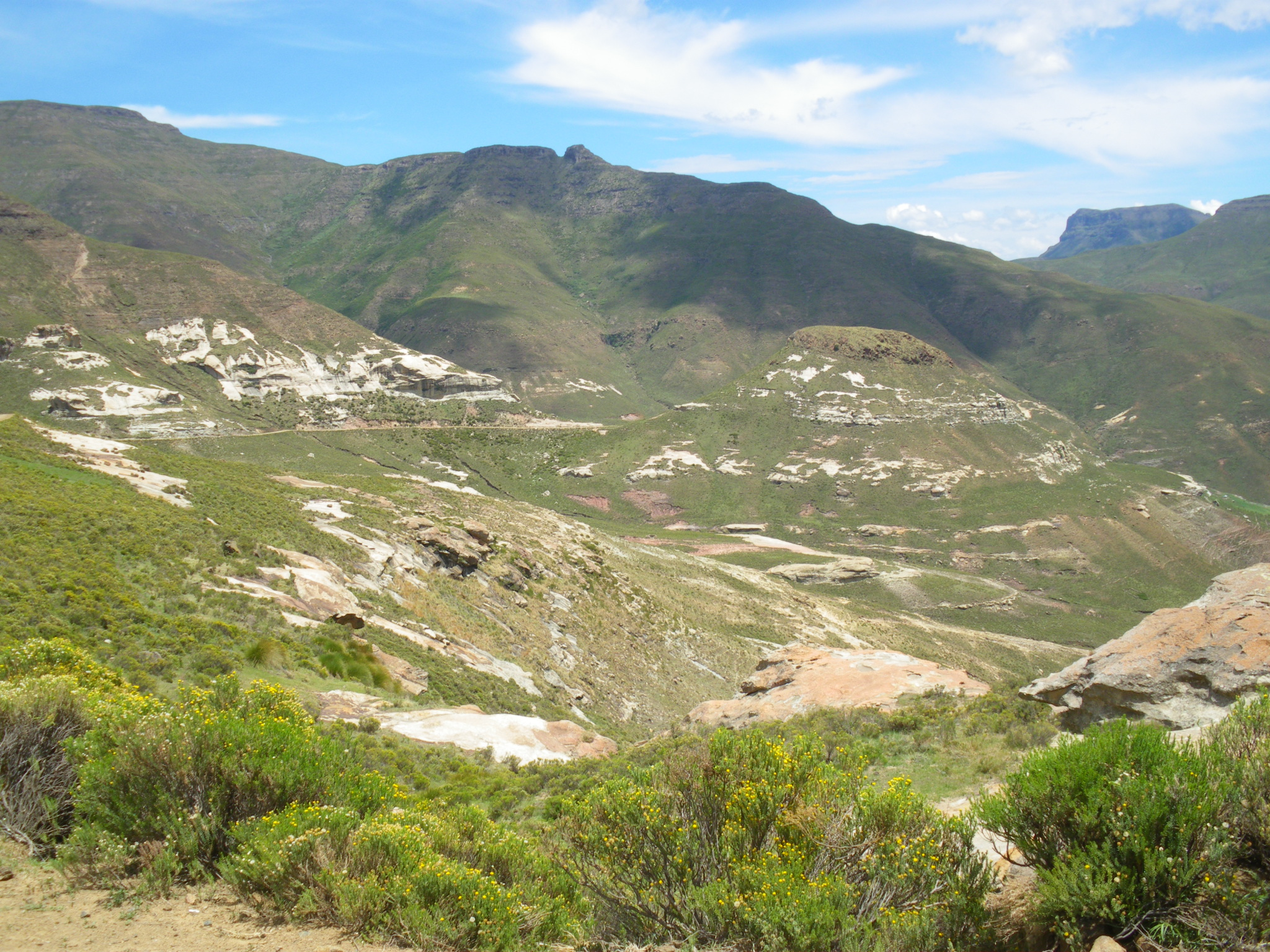

沃特山是南非的山脈，位於該國東南部東開普省，處於首都比勒陀利亞以南600公里，在萊索托西南面，全長約60公里，最高點海拔高度2,754米。